# Eldar Ilgisowitsch Nassyrow

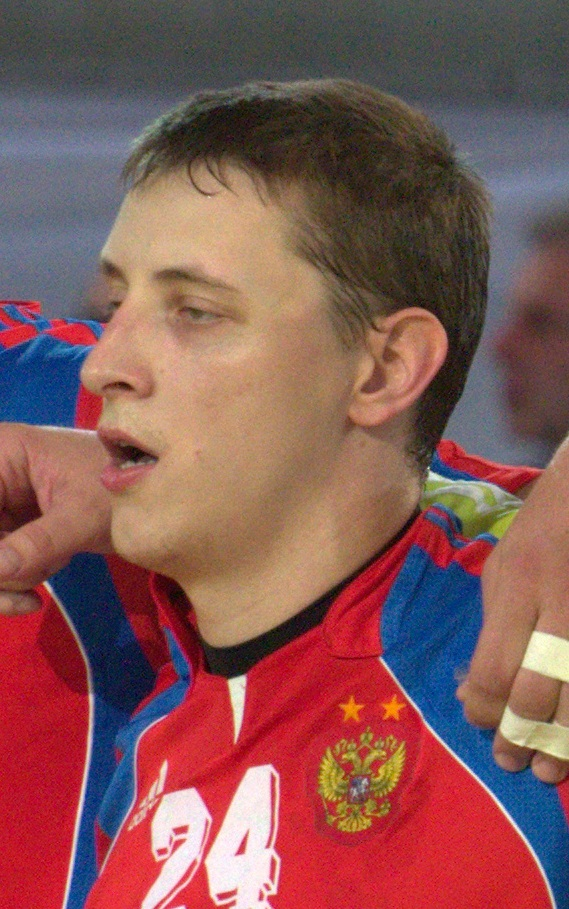
Eldar Nassyrow 2013

Eldar Ilgisowitsch Nassyrow (russisch Эльдар Ильгизович Насыров; * 14. Juli 1986 in der Oblast Sachalin) ist ein ehemaliger russischer Handballspieler.
Der 1,85 Meter große und 85 Kilogramm schwere linke Rückraumspieler stand bei GK Newa St. Petersburg unter Vertrag. Mit St. Petersburg spielte er in den Spielzeiten 2004/05 und 2005/06 im EHF Challenge Cup sowie in den Spielzeiten 2010/11, 2011/12 und 2012/13 in der EHF Champions League. Im Sommer 2013 wechselte er zum belarussischen Verein HC Dinamo Minsk, kehrte jedoch bereits im September 2013 nach St. Petersburg zurück. Von 2016 bis 2018 lief er für den türkischen Verein BB Ankaraspor auf. In der Saison 2018/19 spielte er zunächst für Eskişehirspor SK, bevor er im Saisonverlauf nach St. Petersburg zurückkehrte, wo er im Sommer 2021 seine Laufbahn beendet.
Eldar Nassyrow stand im Aufgebot der russischen Nationalmannschaft. So stand er im vorläufigen Kader für die Europameisterschaft 2010 und 2014. Er nahm an der Weltmeisterschaft 2013 teil. Er bestritt mindestens 14 Länderspiele, in denen er fünf Tore erzielte. (Stand: März 2014)